# Liste der Kulturdenkmäler in Hamburg-Altengamme
Die Liste der Kulturdenkmäler in Hamburg-Altengamme enthält die in der Denkmalliste ausgewiesenen Denkmäler auf dem Gebiet des Stadtteils Altengamme der Freien und Hansestadt Hamburg.
Basis ist der Datensatz Denkmalliste Hamburg auf dem Transparenzportal Hamburg. Dieser enthält alle Objekte, die rechtskräftig nach dem Hamburger Denkmalschutzgesetz vom 5. April 2013 unter Denkmalschutz stehen (§ 6 Abs. 1 DSchG HA) oder zumindest zeitweise standen. Die Denkmalliste steht auch als PDF-Dokument zur Verfügung. Alle Denkmäler in Altengamme, die schon nach dem Denkmalschutzgesetz vom 3. Dezember 1973, zuletzt geändert am 27. November 2007, unter Denkmalschutz standen, sind auch auf der Liste der Kulturdenkmäler im Hamburger Bezirk Bergedorf zu finden.

## Legende
- ID: Gibt die vom Denkmalschutzamt Hamburg vergebene Objekt-ID (Identifikationsnummer) des Kulturdenkmals an, (in Klammern gegebenenfalls die Denkmalnummer nach altem Denkmalschutzgesetz).
- Adresse: Nennt den Straßennamen und, wenn vorhanden, die Hausnummer des Kulturdenkmals. Die Grundsortierung der Liste erfolgt nach dieser Adresse.
- Art: Zeigt an, ob es ein Objekt („O“) oder ein Ensemble („E“) ist.
- Datierung: Gibt die Datierung an; das Jahr der Fertigstellung bzw. den Zeitraum der Errichtung.
- Ensemble: Gibt die Nummer des Ensembles an, zu der das Objekt gehört, bzw. bei Ensembles die Nummer des Ensembles selbst.

Hinweis: Die Grundsortierung der Liste erfolgt nach der Adresse und ist alternativ nach ID, Art (Objekt oder Ensemble), Typ, Datierung, Entwurf oder Kurzbeschreibung sortierbar.

| ID                | Adresse | Art | Typ                                                                  | Kurzbeschreibung | Datierung                                                    | Entwurf          | Ensemble | Bild           |
| ----------------- | --- | --- | -------------------------------------------------------------------- | --- | ------------------------------------------------------------ | ---------------- | -------- | -------------- |
| 27195 (677)       | Altengammer Elbdeich 14 (Lage) | O   | Kate                                                                 | | 1867                                                         |                  |          |                |
| 27196 (1714)      | Altengammer Elbdeich 36 (Lage) | O   | Kate                                                                 | | 1700, um                                                     |                  |          |                |
| 31026             | Altengammer Elbdeich 70, 76 (Lage) | E   |                                                                      | Altengammer Elbdeich 70, 76 |                                                              |                  | 31026    |                |
| 25987 (1303)      | Altengammer Elbdeich 70 (Lage) | O   | Arbeiterwohnhaus                                                     | | 1850, um                                                     |                  | 31026    |                |
| 25986 (1303)      | Altengammer Elbdeich 76 (Lage) | O   | Wohnwirtschaftsgebäude                                               | | 17. Jh., Mitte; 19. Jh.                                      |                  | 31026    |                |
| 27179             | Altengammer Elbdeich 84 (Lage) | O   | Scheune                                                              | | 1750, um                                                     |                  |          | BW             |
| 27185             | Altengammer Elbdeich 104 (Lage) | O   | Kate                                                                 | | 1690, um; 1850, um                                           |                  |          | BW             |
| 27184             | Altengammer Elbdeich 106 (Lage) | O   | Wohnhaus                                                             | | 1911                                                         | Kolbow, F. F. H. |          | BW             |
| 27183             | Altengammer Elbdeich 114 (Lage) | O   | Wohnwirtschaftsgebäude                                               | | 1917; 1926                                                   | Hamester, E. C.  |          | BW             |
| 27190             | Altengammer Elbdeich 132 (Lage) | O   | Wohnwirtschaftsgebäude                                               | | 1731                                                         |                  |          | BW             |
| 27182             | Altengammer Elbdeich 138 (Lage) | O   | Kate                                                                 | | 1691; 1786                                                   |                  |          |                |
| 27181             | Altengammer Elbdeich 158 (Lage) | O   | Wohnhaus                                                             | | 1868                                                         |                  |          | BW             |
| 27188 (265)       | Altengammer Elbdeich 166 (Lage) | O   | Hofanlage (Wohnwirtschaftsgebäude; u. a.)                            | | 17. Jh.; 19. Jh.; 20. Jh.                                    |                  |          |                |
| 31025             | Altengammer Elbdeich 188, Kirchenstegel 1, 3, 5, 7, 8, 9, 11, 12, 13, 16, 18, 20, o.Nr., auf dem Friedhof, bei Nr. 11, nahe dem Friedhofseingang, bei Nr. 13 (Lage) | E   |                                                                      | Ortskern Altengamme |                                                              |                  | 31025    | BW             |
| 25983 (1128)      | Altengammer Elbdeich 188 (Lage) | O   | Hofanlage (Wohnwirtschaftsgebäude; Scheune; u. a.)                   | Hof Lindeck | 1924–1925                                                    |                  | 31025    |                |
| 27178 (1230)      | Altengammer Elbdeich 224 (Lage) | O   | Wohnwirtschaftsgebäude                                               | | 17. Jh., Mitte                                               |                  |          | BW             |
| 31053             | Altengammer Elbdeich 236, 238 (Lage) | E   |                                                                      | Altengammer Elbdeich 236-238 |                                                              |                  | 31053    | BW             |
| 26669 (1545)      | Altengammer Elbdeich 236 (Lage) | O   | Wohnwirtschaftsgebäude                                               | | 1903                                                         |                  | 31053    | BW             |
| 26670 (1545)      | Altengammer Elbdeich 238 (Lage) | O   | Wohnhaus                                                             | | 1930                                                         |                  | 31053    | BW             |
| 29742             | Altengammer Hauptdeich 54 (Lage) | O   | Wohnhaus; Werkstattgebäude                                           | Wohnhaus und Werkstattgebäude (1909) | 1909 (Werkstattgebäude)                                      |                  |          |                |
| 27187             | Altengammer Hauptdeich 82 (Lage) | O   | Wohnwirtschaftsgebäude                                               | | 1715                                                         |                  |          |                |
| 29740             | Altengammer Hauptdeich 98 (Lage) | O   | Kate                                                                 | Kate mit Stall | 1700, um (Kate); 1910 (Stall)                                |                  |          |                |
| 27189             | Altengammer Hauptdeich 120 (Lage) | O   | Kate                                                                 | Altengammer Fährhaus | 1800, um                                                     |                  |          |                |
| 27180             | Altengammer Hauptdeich 126 (Lage) | O   | Kate                                                                 | | 1865                                                         |                  |          |                |
| 27191             | Altengammer Hauptdeich 130 (Lage) | O   | Wohnwirtschaftsgebäude                                               | | 1740; 1800, um                                               |                  |          |                |
| 27197 (1844)      | Altengammer Hauptdeich 130 (Lage) | O   | Windmühle                                                            | | 1875                                                         |                  |          |                |
| 27200             | Altengammer Hausdeich 6 (Lage) | O   | Kate                                                                 | | 1620, um                                                     |                  |          | BW             |
| 27198 (1423)      | Altengammer Hausdeich 28 (Lage) | O   | Wohnhaus (mit Werkstatt und Stall)                                   | | 1920                                                         | Ehlers, Otto     |          | BW             |
| 31052             | Altengammer Hausdeich 38a, 40, 42, 46, 48, 54, 62, 64, 67, 68, 70, 72, 73, 76, 78, 80, 82, 83, 84, 85, o.Nr., nördlich Nr. 38a–84, Dove-Elbe (Lage)                 | E   |                                                                      | Altengammer Hausdeich 38a–84 |                                                              |                  | 31052    | BW             |
| 27464 (1549)      | Altengammer Hausdeich 38a (Lage) | O   | Wohnhaus                                                             | | 20. Jh.                                                      |                  | 31052    | BW             |
| 27463 (1549)      | Altengammer Hausdeich 40 (Lage) | O   | Wohnhaus                                                             | | 20. Jh.                                                      |                  | 31052    | BW             |
| 26668 (1549)      | Altengammer Hausdeich 42 (Lage) | O   | Wohnhaus                                                             | | 20. Jh.                                                      |                  | 31052    | BW             |
| 26664 (1549)      | Altengammer Hausdeich 46 (Lage) | O   | Hofanlage (Wohnwirtschaftsgebäude; Scheune; Stall)                   | | 1903                                                         |                  | 31052    | BW             |
| 27282 (1549)      | Altengammer Hausdeich 48 (Lage) | O   | Wohnhaus                                                             | | 20. Jh.                                                      |                  | 31052    | BW             |
| 27204 (1549)      | Altengammer Hausdeich 54 (Lage) | O   | Wohnwirtschaftsgebäude                                               | | 1903/04                                                      |                  | 31052    | BW             |
| 26667 (119, 1549) | Altengammer Hausdeich 62 (Lage) | O   | Hofanlage (Wohnwirtschaftsgebäude; Scheune; Hausgarten)              | | 17. Jh.–20. Jh.                                              |                  | 31052    | BW             |
| 26662 (1549)      | Altengammer Hausdeich 64 (Lage) | O   | Wohnhaus                                                             | | 2000, um                                                     |                  | 31052    | BW             |
| 26660 (1549)      | Altengammer Hausdeich 67 (Lage) | O   | Wohnhaus                                                             | | 20. Jh.                                                      |                  | 31052    | BW             |
| 27281 (1549)      | Altengammer Hausdeich 68 (Lage) | O   | Wohnhaus                                                             | | 19. Jh.; 20. Jh.                                             |                  | 31052    | BW             |
| 27280 (1549)      | Altengammer Hausdeich 70 (Lage) | O   | Wohnhaus                                                             | | 1894                                                         |                  | 31052    | BW             |
| 27203 (1549)      | Altengammer Hausdeich 72 (Lage) | O   | Wohnhaus                                                             | | 1893                                                         |                  | 31052    | BW             |
| 26659 (1549)      | Altengammer Hausdeich 73 (Lage) | O   | Wohnhaus                                                             | | 20. Jh.                                                      |                  | 31052    | BW             |
| 26661 (1549)      | Altengammer Hausdeich 76 (Lage) | O   | Hofanlage (Wohnwirtschaftsgebäude; Scheune; Arbeiterwohnhaus)        | | 1900                                                         |                  | 31052    | BW             |
| 27283 (1549)      | Altengammer Hausdeich 78 (Lage) | O   | Arbeiterwohnhaus                                                     | | 1902                                                         |                  | 31052    | BW             |
| 27284 (1549)      | Altengammer Hausdeich 80 (Lage) | O   | Wohnhaus                                                             | | 20. Jh.                                                      |                  | 31052    | BW             |
| 26663 (1549)      | Altengammer Hausdeich 82 (Lage) | O   | Wohnhaus                                                             | | 2000                                                         |                  | 31052    | BW             |
| 27202 (1549)      | Altengammer Hausdeich 83 (Lage) | O   | Wohnhaus                                                             | | 20. Jh.                                                      |                  | 31052    | BW             |
| 26665 (1549)      | Altengammer Hausdeich 84 (Lage) | O   | Hofanlage (Wohnwirtschaftsgebäude; Scheune; Hausgarten; Bäume; Zaun) | | 17. Jh; 1911; 19. Jh., 2. Hälfte                             |                  | 31052    | BW             |
| 27201 (1549)      | Altengammer Hausdeich 85 (Lage) | O   | Wohnhaus                                                             | | 1895                                                         |                  | 31052    | BW             |
| 29741             | Altengammer Hausdeich hinter Altengammer Hausdeich 84 bis Altengammer Elbdeich 166 (Lage)                                                                           | O   | Kulturlandschaft                                                     | Kulturlandschaft hinter Altengammer Hausdeich 84 bis Altengammer Elbdeich 166 zwischen nördlichem Ende der Hofflächen und südlichem Wassereinzugsgraben des Wasserwerks sowie Deichvorland zwischen Altengammer Hausdeich 85 und 38 | 12. Jh., Mitte, nach                                         |                  |          | BW             |
| 27205             | Altengammer Hausdeich nördlich Nr. 38a–84 (Lage) | O   | Kulturlandschaft                                                     | | 12. Jh., Mitte, nach                                         |                  | 31052    | BW             |
| 26666             | Altengammer Hausdeich o.Nr. (Lage) | O   | Deich                                                                | | 12. Jh., 1. Hälfte, nach                                     |                  | 31052    | BW             |
| 27279             | Altengammer Hausdeich o.Nr. (Lage) | O   | Deichvorland                                                         | Deichvorland Altengammer Hausdeich | nicht ermittelbar                                            |                  | 31052    | BW             |
| 27461             | Dove Elbe (Lage) | O   | Fluss                                                                | Dove Elbe | 1940–42                                                      |                  | 31052    | BW             |
| 27194 (1136)      | Horster Damm 11 (Lage) | O   | Bahnhofsgebäude                                                      | Bahnhof Borghorst der ehem. Hamburger Marschbahn | 1921                                                         |                  |          |                |
| 27193 (998)       | Horster Damm 45 (Lage) | O   | Wohnhaus/Stall                                                       | | 1869                                                         |                  |          |                |
| 27192 (912)       | Horster Damm 293 (Lage) | O   | Kate                                                                 | | 1700, um                                                     |                  |          |                |
| 29743             | Horster Damm 319 (Lage) | O   | Hofanlage (Wohnwirtschaftsgebäude; Scheunen)                         | Hofanlage mit Wohnwirtschaftsgebäude, Längs- und Querdielenscheune | 1650, um (Wohnwirtschaftsgebäude); 1765 (Längsdielenscheune) |                  |          |                |
| 29744 (266)       | Horster Damm 329 (Lage) | O   | Hofanlage (Wohnwirtschaftsgebäude; Scheune)                          | Hofanlage mit Wohnwirtschaftsgebäude und Reetdachscheune | 1750, um (Wohnwirtschaftsgebäude)                            |                  |          |                |
| 31120             | Horster Damm 345, 349 (Lage) | E   |                                                                      | Horster Damm 345, 349 |                                                              |                  | 31120    | BW             |
| 26563 (655)       | Horster Damm 345 (Lage) | O   | Hufnerhaus                                                           | | 1800, um                                                     |                  | 31120    |                |
| 26564 (655)       | Horster Damm 349 (Lage) | O   | Kate                                                                 | | 1800, um                                                     |                  | 31120    |                |
| 27177             | Horster Damm 351 (Lage) | O   | Wohnwirtschaftsgebäude                                               | | 1908                                                         | Hamester, E. C.  |          |                |
| 27186             | Horster Damm 355 (Lage) | O   | Wohnwirtschaftsgebäude                                               | | 1907                                                         | Schümann, Carl   |          |                |
| 27199 (127)       | Horster Damm gegenüber von Nr. 351 (Lage) | O   | Speicher                                                             | | 1562                                                         |                  |          |                |
| 25975 (1523)      | Kirchenstegel 1 (Lage) | O   | Wohngebäude                                                          | | 20. Jh.                                                      |                  | 31025    |                |
| 25980 (1523)      | Kirchenstegel 3 (Lage) | O   | Wohnhaus                                                             | | 1907                                                         |                  | 31025    |                |
| 25978 (1523)      | Kirchenstegel 5 (Lage) | O   | Wohnhaus                                                             | | 20. Jh.                                                      |                  | 31025    |                |
| 25979 (1523)      | Kirchenstegel 7 (Lage) | O   | Wohnhaus                                                             | | 1908                                                         |                  | 31025    |                |
| 26671 (1523)      | Kirchenstegel 8 (Lage) | O   | Wohnhaus (mit Gaststätte und Laden)                                  | | 1902                                                         | Hamester, E. C.  | 31025    |                |
| 25981 (1523)      | Kirchenstegel 9 (Lage) | O   | Wohnhaus                                                             | | 1908                                                         | Hamester, E. C.  | 31025    |                |
| 25985 (1523, 94)  | Kirchenstegel 11 (Lage) | O   | Pastorat                                                             | | 1902                                                         | Groothoff, Hugo  | 31025    |                |
| 25977 (1523)      | Kirchenstegel 12 (Lage) | O   | Schulgebäude                                                         | | 1913; 1929                                                   | Hamester, E. C.  | 31025    | weitere Bilder |
| 25974 (1523, 3)   | Kirchenstegel 13 (Lage) | O   | Kirche                                                               | Kirche St. Nicolai Altengamme | 13. Jh., 1. Hälfte                                           |                  | 31025    | weitere Bilder |
| 25984 (1523, 94)  | Kirchenstegel 16, 18 (Lage) | O   | Doppelhaus                                                           | | 20. Jh.                                                      |                  | 31025    |                |
| 25982 (1523, 94)  | Kirchenstegel 20 (Lage) | O   | Kirchenschule                                                        | | 1830; 1889                                                   |                  | 31025    | weitere Bilder |
| 25976             | Kirchenstegel auf dem Friedhof (Lage) | O   | Kriegerdenkmal (Kriegerdenkmal 1914/18 und 1939/45)                  | | 1920; 1945, nach                                             |                  | 31025    |                |
| 25973             | Kirchenstegel bei Nr. 11, nahe dem Friedhofseingang (Lage) | O   | Kriegerdenkmal (Kriegerdenkmal 1870/71)                              | | 1870/71                                                      |                  | 31025    |                |
| 26672             | Kirchenstegel bei Nr. 13 (Lage) | O   | Friedhof                                                             | Friedhof an der Kirche St. Nikolai Altengamme | 13. Jh., 1. Hälfte; 19. Jh., 2. Hälfte                       |                  | 31025    |                |
| 27458             | Kirchenstegel o.Nr. (Lage) | O   | Straße                                                               | | 1900, um                                                     |                  | 31025    |                |